# Vinăria Purcari
Vinăria Purcari este amplasată în satul Purcari, raionul Ștefan Vodă. Aici se produc vinurile sub brandul Purcari, popular în Europa Centrală și de Est.
Vinăria are în gestiune circa 270 ha de plantații de viță de vie, situate în regiunea cu Indicație Geografică Protejată „Ștefan Vodă”.

## Istorie[1]
Istoria vinăriei începe în 1827, atunci când țarul Nicolae I al Rusiei emite un Decret Special prin care Purcari obține statutul de prima gospodărie vinicolă specializată din Basarabia. Ulterior, vinăria a fost deținută de către boierii moldoveni Dăncilă și Clot, dar și de coloniști germani, ruși și francezi. Două decenii mai târziu, vinul de Purcari obține prima sa medalie de aur în cadrul Târgului Agricol Basarabean.
Vinăria Purcari obține primul succes internațional în 1878, atunci când în urma unei degustări în orb, organizată în cadrul Expoziției Mondiale de la Paris, experții francezi au fost impresionați de un vin sec, de o culoare intens-rubinie, confundându-l cu un vin de Bordeaux. Acesta este momentul în care vinul Negru de Purcari obține în premieră medalia de aur la o expoziție internațională, reprezentând începutul călătoriei brandului Purcari către popularitate. În perioada următoare, vinurile produse la Purcari erau servite la mesele țarului rus Nicolae al II-lea, ale regelui George al V-lea și ale reginei Victoria a Marii Britanii.
În perioada postbelică, vinificatorii moldoveni restabilesc tehnologiile clasice de producere a vinurilor. Rețeta legendarului Negru de Purcari este reconstituită de către Pimen Cupcea, iar Ion Ungureanu creează vinul Purpuriu de Purcari.
Producția de Vinuri la Purcari este stopată odată cu destrămarea Uniunii Sovietice.
În 2003 Vinăria Purcari devine parte a Grupului Purcari, condus de vinificatorul Victor Bostan. În urma achiziției sunt realizate numeroase investiții în renovarea și tehnologizare fabricii. Este reconstruit în totalitate sistemul primar de prelucrare a strugurilor. Pivnițele sunt restaurate după modelul inițial, datând din 1827, și devin astfel cele mai vechi din Moldova. În 2007 sunt relansate vinurile exclusive Negru de Purcari și Roșu de Purcari.

## Poziția geografică, clima și solul
Vinăria Purcari este amplasată în zona viticolă Purcari, în sud-estul Republicii Moldova, la aceeași latitudine ca și regiunea Bordeaux din Franța. Podgoriile ocupă terasele de pe versantul drept al râului Nistru, colinele având altitudini între 80 și 200 m, cu pante înclinate între 3 și 10 grade. Relieful de terasă favorizează încălzirea și luminarea pantelor pe tot parcursul zilei.
Clima este temperat-continentală, Purcari având micro-clima proprie. Aceasta de caracterizează prin temperaturi medii anuale de +9,7° C, precipitații anuale de 450-550 mm. Situarea în apropierea Nistrului Inferior, dinspre care pornește un curent de aer cald, protejează vița de vie în timpul iernii și contribuie la coacerea strugurilor în timpul verii.
Tipul de sol predominant este cel argilo-nisipos, acoperit cu un strat subțire de cernoziom, având pe alocuri un conținut sporit de carbon. Totodată, datorită prezenței în sol a rubidiului, este favorizată cultivarea în special a soiurilor de struguri roșii.

## Vinificație[2]
Vinurile de Purcari sunt obținute din struguri recoltați și selectați manual, din propriile podgorii și de la furnizori terți. Vinăria este dotată cu utilaj modern de selecție a bobițelor în regim automat Peleng, astfel că ciorchinele sunt îndepărtate complet și nu alterează formarea gustului rafinat al vinului.
Procesul de vinificație se realizează prin metoda tradițională, după cele mai riguroase canoane ale vinificației franceze, și este monitorizat minuțios de către personalul specializat. Înainte de fermentare, strugurii sunt răciți, pentru a obține un must de calitate superioară, iar apoi supuși fermentării duble – alcoolice și malolactice. 
După obținerea vinului tânăr, filtrarea și limpezirea acestuia la rece, urmează crearea celebrelor vinuri vintage Negru de Purcari, Roșu de Purcari și Alb de Purcari. Rețeta acestor vinuri reprezintă un know-how al Château Purcari.
Vinurile de Purcari sunt maturate exclusiv în barrique-uri franțuzești de stejar, cu capacitatea de 225 litri.
În funcție de soi, perioada maturării variază de la 6 la 18 luni, timp în care vinurile se îmbogățesc cu tanini și componente aromatice, care conferă gustului și aromei vinului note elegante de lemn, vanilie și ciocolată.
După maturare în barrique-uri, vinul se îmbuteliază la rece, în condiții sterile, i se aplică dop natural de plută și acesta își continuă procesul de maturare în sticle pentru încă minim 6 luni.

## Vinuri[4]
Seria 1827 (de soi): Rară Neagră, Cabernet-Sauvignon, Pastoral, Rosé, Chardonnay, Malbec, Traminer, Merlot, Pinot Noir, Viorica, Pinot Grigio, Sauvignon Blanc.
Ediție limitată: Vinohora Rară Neagră & Malbec, Vinohora Fetească Albă & Chardonnay, Vinohora Fetească Neagră & Montepulciano, Ice Wine, Malbec, Traminer, Freedom Blend, Maluri de Prut.
Vinuri Vintage: Negru de Purcari, Alb de Purcari, Roșu de Purcari, Negru de Purcari Limited Edition.
Vinuri spumante: Cuvée de Purcari Alb Brut, Cuvée de Purcari Fetească Albă, Cuvée de Purcari Rosé Brut, Grand Cuvée de Purcari.
Seria Nocturne: Rosé, Rară Neagră, Cabernet Sauvignon, Pinot Grigio, Sauvignon Blanc, Chardonnay.
Seria Sapiens: Merlot, Traminer, Rosé, Malbec, Chardonnay, Cabernet Sauvignon, Rară Neagră, Sauvignon Blanc, Fetească Neagră.

## Premii
De-a lungul anilor, Vinăria Purcari a câștigat peste 250 de medalii la competiții internaționale. În 2012 vinăria a fost decorată cu Ordinul Republicii de către Președintele Republicii Moldova Nicolae Timofti, pentru meritele deosebite în dezvoltarea industriei vinicole, pentru contribuția substanțială la modernizarea companiei Purcari și promovarea cu succes a imaginii Moldovei pe arena internațională. 

în 2018, Purcari a primit 44 de medalii la unele dintre cele mai importante competiții internaționale dedicate vinurilor (Decanter, IWSC, Challenge International du Vin Bordeaux și Concours Mondial de Bruxelles); în 2019 a primit 56 medalii, iar în 2020 numărul acestora a ajuns la 74. Totodată, Purcari reprezintă cea mai premiată vinărie din Europa Centrală și de Est la Decanter Londra 2015-2021, cu un total de 103 medalii .
În 2021, Purcari devine cea mai premiată vinărie din lume, obținând, în numai 5 luni, 162 de medalii la cele mai prestigioase concursuri de profil.
Vinurile Purcari sunt evaluate extraordinar în cadrul aplicației Vivino, ediția limitată Negru de Purcari Limited Edition 2011 având un scor de 4,6 din 5,0 (scor primit de maximum 1% din vinurile din întreaga lume), în timp ce alte produse ale grupului au scoruri medii de 4,24 din 5,0 (scoruri rezultate din peste 51.000 de recenzii). 

Conform datelor Nielsen, Purcari este brandul nr.1 în categoria premium în retail-ul din România și Republica Moldova.  

## Chateau Purcari[9]

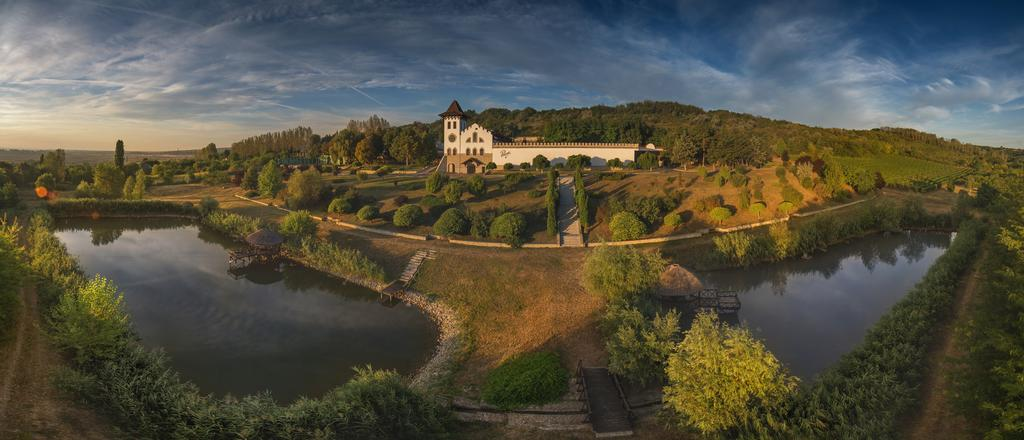
Chateau Purcari

Chateau Purcari este primul castel vinicol din Republica Moldova, construit în 2003. Acesta înglobează cramele istorice de la Purcari, datând din 1827. În pivnițe este stocată o parte importantă a patrimoniului oenologic moldovenesc - faimoasa colecție de vinuri Purcari Vintage din 1948.
Complexul este construit în stilul castelelor franceze și include un hotel boutique, un restaurant, o terasă, oferind în același timp activități precum excursii oenoturistice, degustări de vin, plimbări cu bicicleta sau mașina prin podgorii și plimbări cu hidro-bicicleta pe cele 2 lacuri din cadrul complexului. Acesta include, de asemenea, un teren de tenis și locuri de joacă pentru copii. Chateau Purcari este recunoscut pentru diversitatea evenimentelor organizate în cadrul său.